# Circostanziale
Un circostanziale, in linguistica, è un elemento accessorio che viene incluso in una frase per aggiungere alcune informazioni, anche se la sua presenza non è richiesta dal verbo.
Per esempio, nella frase “Paolo ha rotto una tazza con un martello in cantina” i complementi di mezzo e di luogo non sono indispensabili ma vengono comunque inclusi per comunicare altre informazioni aggiuntive. 
In termini tecnici, un circostanziale (o circostant come lo definisce originariamente Lucien Tesnière) non fa parte dello schema valenziale della predicazione perché non essenziale per la realizzazione e la comprensione di essa.
I circostanziali sono detti anche aggiunti, o “extra-nucleari” perché, secondo il modello teorico di Tesnière, non fanno parte della frase nucleare. 
(La struttura argomentale dei verbi  Archiviato il 21 settembre 2016 in Internet Archive., 1; Berruto 2011, 148) 

## Descrizione
I circostanziali sono considerati dei costituenti frasali opzionali, al contrario delle valenze che sono costituenti frasali obbligatori. I circostanziali infatti forniscono informazioni non primarie ma di contorno rispetto al nucleo predicativo (informazioni che di solito riguardano il modo, lo scopo, la causa, il tempo, il luogo, ecc… dell’evento). (Aspetti semantici e sintattici del verbo , 4; La struttura argomentale dei verbi  Archiviato il 21 settembre 2016 in Internet Archive., 1-2)
Possono apparire o non apparire: anche per questo non sono considerati elementi fondamentali ma, appunto, accessori. 
La loro presenza o meno non compromette la grammaticalità della frase (Dubois et al. 1979, 60; Argomenti nell'enciclopedia Treccani ).
Non sono inclusi, in linguistica, tra le funzioni sintattiche fondamentali (soggetto, oggetto, ecc…) perché non sono direttamente implicati dal significato del verbo (non sono valenze del verbo). Ciò non significa che i circostanziali siano meno importanti a livello semantico: essi aggiungono informazioni che spesso sono salienti dal punto di vista del valore comunicativo della frase. (Berruto 2011, 148) 

## Differenze tra circostanziali e valenze
«Gli argomenti sono le entità che soddisfano la relazione a n posti espressa da un verbo […] i circostanziali specificano un aspetto di questa relazione» (Graffi, 1994).
Per evidenziare meglio le differenze tra circostanziali e valenze e per capire come distinguerli viene presentato un esempio. Nelle frasi Io abito in Piazza Garibaldi e Lo hanno ucciso in Piazza Garibaldi il complemento di luogo è valenza del verbo abitare, ma non lo è del verbo uccidere in cui svolge invece il ruolo di circostanziale (informazione aggiuntiva, non indispensabile). (La struttura argomentale dei verbi  Archiviato il 21 settembre 2016 in Internet Archive., 2)
Negli indicatori sintagmatici i circostanziali funzionano da modificatori Sintagma#Testa e modificatori a livello dell’intera frase, oppure del sintagma nominale o di quello verbale.
Contrariamente alle valenze, i circostanziali in italiano godono di una certa libertà di posizione all’interno della frase: sono possibili quindi delle permutazioni, cioè degli spostamenti nell’ordine dei costituenti con diversa collocazione dei circostanziali. Quando un verbo ha più argomenti questi possono essere vincolati ad un ordine preciso (per esempio in inglese l’ordine dei costituenti è in genere più rigido rispetto all’italiano). 
Possono ricoprire il ruolo di circostanziali sia sintagmi nominali e preposizionali, ma anche intere frasi.
(Aspetti semantici e sintattici del verbo , 27; Berruto 2011, 148,150)